# 不二見村
不二見村（ふじみむら）は、かつて静岡県にあった村である。現在は静岡市清水区の一地域となっている。

## 歴史
- 1889年4月1日 - 町村制施行に伴い、有渡郡南矢部村、村松村、駒越村 、下清水村、清水村松地先新田、宮加三村、船越村［大部分］、北矢部村、蛇塚村、増村、有東坂村［一部］、今泉村 (有渡郡)［一部］が合併し誕生。
- 1896年4月1日 - 郡の統合により安倍郡に所属。
- 1924年2月11日 - 安倍郡清水町、入江町、三保村と合併し清水市が成立。

## 遺跡
主な遺跡は、天王山遺跡と冷川遺跡である。

## 交通
バス- 三保山の手線、山原梅陰寺線、港南厚生病院線、蜂ケ谷市立病院線